# Es begann um Mitternacht (1975)
Es begann um Mitternacht (Originaltitel: Çirkin dünya) ist ein türkischer Kriminalfilm aus dem Jahr 1975. Osman F. Seden inszenierte in der Hauptrolle Hülya Koçyiğit. Die deutschsprachige Erstveröffentlichung auf Video wartete mit italienisch und englisch klingenden, frei erfundenen Namen und Titeln auf. Eine DVD-Veröffentlichung erfolgte auch unter dem Titel Mondo Brutale II.

## Handlung
Drei brutale Verbrecher dringen in ein Haus ein und terrorisieren das dort lebende Ehepaar. Arzt Oliver und dessen Frau Selma werden von Skorpion, Dave und Teddy auf vielfältige Weise gedemütigt, ihr Kind gefährdet. Die Eindringlinge auf der Flucht vor der Polizei lassen sich erst durch das Versprechen eines großen Geldbetrages dazu bringen, kurzzeitig von ihrem Tun abzulassen. Während der Arzt und Skorpion die Bank aufsuchen, töten die Zurückgebliebenen jedoch das Kind und vergewaltigen Selma. Oliver will sich rächen und findet die Verbrecher bei ihrem Treffpunkt, wird aber getötet. Die immer mehr in die Verwahrlosung abgleitende Selma erschießt Skorpion und Dave bei deren Entlassung aus dem Gefängnis.

## Kritik
Unter herkömmlichem Blickwinkel kann keiner der Kritiker dem „Schund“ etwas abgewinnen, der aber unter Trashfilmfans gefeiert wird: „Wer auch immer das Kunststück fertigbrachte, diesen Edelexploiter auf Zelluloid zu bannen, gehört meine tiefste Bewunderung“, so süffisant Genrekenner Michael Cholewa.